# محمد علي عثمان (لاعب كرة قدم)
محمد علي عثمان (الصومالية: Maxamed Cali Cusman) هو لاعب كرة قدم صومالي سابق.

## إحصائيات المسيرة

### دوليًا
| المنتخب الوطني | السنة | المباريات | الأهداف |
| -------------- | ----- | --------- | ------- |
| الصومال        | 2012  | 3         | 1       |
| الصومال        | 2015  | 1         | 0       |
| المجموع        |       | 4         | 1       |

### الأهداف الدولية
تُسجَّل الأهداف والنتائج مع احتساب رصيد الصومال أولًا.
| رقم | التاريخ        | الملعب                               | المنافس | النتيجة | النتيجة النهائية | البطولة         |
| --- | -------------- | ------------------------------------ | ------- | ------- | ---------------- | --------------- |
| 1.  | 25 نوفمبر 2012 | ملعب مانديلا الوطني، كامبالا، أوغندا | بوروندي | 1–2     | 1–5              | كأس سيكافا 2012 |